# 乌罗什·拉契奇
乌罗什·拉契奇（1998年3月17日—），塞尔维亚男子足球运动员，司职中场。現效力於希臘足球超級聯賽球隊阿里斯及塞爾維亞國家足球隊。他曾代表塞尔维亚国家队参加2022年国际足联世界杯，结果队伍止步小组赛阶段。